# 蒂图斯·布贝尔尼克
蒂图斯·布贝尔尼克（1933年10月12日—2022年3月27日），斯洛伐克男子足球运动员，司职中场。他曾代表捷克斯洛伐克国家队参加1958年和1962年国际足联世界杯，其中1962年世界杯获得亚军。